# Boving-Widders
Boving-Widders ist als Bauerschaft ein Ortsteil von Burhave in der Gemeinde Butjadingen im Landkreis Wesermarsch.

## Geschichte
Die Bauerschaft Boving-Widders wurde 1855 mit Husum zusammengelegt.

## Demographie
| Jahr | Einwohner |
| ---- | --------- |
| 1675 | 148       |
| 1793 | 26        |
| 1815 | 102       |
| 1855 | 117       |
| 1925 | 167       |
| 1933 | 246       |
| 1970 | 118       |